# Dieter Emrich
Dieter Emrich (* 21. Oktober 1929 in Münster; † 23. September 2007 in Bielefeld) war ein deutscher Nuklearmediziner.
Emrich war emeritierter Inhaber des Lehrstuhls für Nuklearmedizin und Direktor der Abteilung Nuklearmedizin der Georg-August-Universität Göttingen.
Er galt als herausragender akademischer Lehrer, Wissenschaftler und Kliniker. Er war einer der Gründer des Faches Nuklearmedizin in Deutschland. Unter anderem war er Ehrenmitglied der Deutschen Gesellschaft für Nuklearmedizin (DGN).